# Rio Cichiva
O Rio Cichiva é um rio da Romênia, afluente do Tarcău, localizado no distrito de Neamţ.